# Ján Lenčo
Ján Lenčo (23. října 1933, Žilina – 1. listopadu 2012) je slovenský spisovatel, literární kritik a autor literatury pro děti a mládež.

## Životopis
Narodil se v rodině úředníka a učitelky a své vzdělání získával v Žilině a v Bratislavě kde v letech 1952–1957 studoval na Filozofické fakultě Univerzity Komenského slovenský jazyk, literaturu a dějiny. Pracoval jako redaktor vydavatelství Slovenský spisovateľ. V roce 1959 se vrátil do rodné Žiliny. Zde se stal nejprve redaktorem deníku Pravda (1959–1967), kde byl zodpovědný za regionální kulturu. Později se stal učitelem na střední škole v Žilině a úředníkem v knižním podniku. Od roku 1976 do roku 1988, kdy odešel do penze, pracoval v kině Úsvit jako správce. Od roku 1988 byl v důchodu.

## Tvorba
Psát začal už v 50. letech, kdy začal uveřejňovat své recenze a kritiky. Zde se věnoval dílům a problémům současné slovenské literatury, ale i německým originálním a přeloženým dílům. Prózu začal publikovat v časopisech Mladá tvorba, Kultúrny život či Slovenské pohľady, vícerá dílka mu vyšla i v humoristicko-satirickém časopise Roháč. Ve svých dílech nastoluje mnohé otázky lidského bytí a existence – otázky života, smrti, pravdy, spravedlnosti, moci, myšlení, lidských tužeb a citů, prostě všeho, co člověku pomáhá, ale i brání v seberealizaci. Při psaní využívá mnohé literární formy, jako legendy, podobenství, bajky, grotesky až absurditu. Pro jeho tvorbu je také příznačná intelektuálská epika, zaměřená proti nelidskosti, bezpráví, diktátu, útlaku a nesvobodě.

## Dílo

### Tvorba pro dospělé
- 1966 Cesta na morské dno, kniha miniatur
- 1968 Didaktická kronika rodu Hohenzollernovcov, fiktivní historická kronika
- 1968 Nepokoj v minútach, kniha próz
- 1968 Ďaleká a blízka, dvě novely (jedna s názvem Dukát z rozprávky byla i zfilmována)
- 1971 Pomsta zo záhrobia, kniha povídek
- 1972 Egypťanka Nitokris, román
- 1974 Hviezdne okamihy, sbírka povídek
- 1978 Rozpamätávanie, román
- 1979 Zlaté rúno, román
- 1980 Kleopatrin milenec, sbírka povídek
- 1982 Odyseus, bronz a krv, román podle eposu o Odyseovi
- 1985 Žena medzi kráľmi, román ze starověké Sparty
- 1987 Roky v kine Úsmev, román
- 1988 Socha z Venuše, sbírka sci-fi próz
- 1990 Pravidlá a výnimky
- 1993 Nebezpečná Šeherezáda
- 2001 Čarovná Lucia, 1. část triptychu
- 2001 Luckine krídla, 2. část triptychu
- 2001 Svetlo Lucia, 3. část triptychu
- 2003 Zmluva s diablom, sbírka povídek
- 2004 Hriech v Turecku, sbírka povídek
- 2008 Vražda v márnici a iné poviedky, reprezentativní výběr próz
- 2009 Posledný anjel, sbírka povídek
- 2009 Zástup z rodu hrdých, román

### Tvorba pro děti
- 1976 Mesačná princezná a iné rozprávky z blízkych i ďalekých krajín
- 1976 Čarovný kameň (s podtitulem Rozprávky z Tibetu)
- 1978 Čarodejník z Atén, román pro mládež na motivy řecké mytologie